# 埃尔维亚斯
埃尔维亚斯，是西班牙拉里奥哈自治区的一个市镇。总面积14平方公里，总人口149人（2001年），人口密度11人/平方公里。